# Actinoporus elongatus
Actinoporus elongatus är en havsanemonart som beskrevs av Oscar Henrik Carlgren 1900. Actinoporus elongatus ingår i släktet Actinoporus och familjen Aurelianidae. Inga underarter finns listade i Catalogue of Life.